# Mountain Battles
Mountain Battles is het vierde album van de Amerikaanse band The Breeders. Het album kwam uit in april 2008 bij 4AD. 
Een nummer van het album, "We're Gonna Rise", werd kort beschikbaar gesteld op het MySpace-profiel van de band. Het nummer werd vervolgens vervangen door een ander nummer, "Bang On". Uiteindelijk zijn alle nummers van het album op Myspace geplaatst.

## Nummers
1. "Overglazed" - 2:15
2. "Bang On" - 2:03
3. "Night of Joy" - 3:26
4. "We're Gonna Rise" - 3:53
5. "German Studies" - 2:16
6. "Spark" - 2:39
7. "Istanbul" - 2:58
8. "Walk It Off" - 2:46
9. "Regalame Esta Noche" - 2:52
10. "Here No More" - 2:39
11. "No Way" - 2:33
12. "It's the Love" - 2:28
13. "Mountain Battles" - 3:54
14. "German Demonstration" - 1:36 (iTunes bonus track)